# Sorex yukonicus
Sorex yukonicus is een spitsmuis uit het geslacht Sorex die voorkomt in Midden- en Zuidwest-Alaska (Verenigde Staten). Exemplaren van dit dier werden aanvankelijk geïdentificeerd als de kleine dwergspitsmuis (S. minutissimus), maar in 1997 als een aparte soort beschreven, hoewel de kleine dwergspitsmuis wel als de nauwste verwant wordt beschouwd. De soort is genoemd naar de rivier Yukon, waarbij een groot deel van de oorspronkelijke exemplaren van de soort werd gevonden. Waarschijnlijk heeft S. yukonicus voor het Saalien Alaska bereikt en zich tijdens die ijstijd tot een aparte soort ontwikkeld.
S. yukonicus is een piepkleine spitsmuis. Het dier is van de kleine dwergspitsmuis te onderscheiden door het smallere rostrum, de kleinere eerste bovensnijtand en de kleinere eenknobbelige tanden. De bovenkant van het lichaam is donker grijsbruin, de flanken grijs, de onderkant blauwgrijs. De staart is van boven grijsbruin en van onderen wit. De kop-romplengte bedraagt 45,0 tot 48,0 mm, de staartlengte 23,0 tot 27,0 mm, de achtervoetlengte 8,0 tot 9,0 mm en het gewicht 1,5 tot 1,7 g.